# Aonidia isfarensis
Aonidia isfarensis är en insektsart som först beskrevs av Borchsenius 1962.  Aonidia isfarensis ingår i släktet Aonidia och familjen pansarsköldlöss. Inga underarter finns listade i Catalogue of Life.